# Orthogeomys cherriei
Orthogeomys cherriei är en däggdjursart som först beskrevs av J. A. Allen 1893.  Orthogeomys cherriei ingår i släktet Orthogeomys och familjen kindpåsråttor. IUCN kategoriserar arten globalt som livskraftig. Inga underarter finns listade i Catalogue of Life. Wilson & Reeder (2005) skiljer mellan tre underarter.
Arten lever i Costa Rica. Den vistas i låglandet och i bergstrakter upp till 1450 meter över havet. Habitatet utgörs av skogar, skogsgläntor och jordbruksmark. Orthogeomys cherriei äter bland annat odlade växter och betraktas därför som skadedjur. Dräktiga honor hittades mellan november och juni. De föder 2 eller 3 ungar per kull.